# Metroid: Samus Returns
Metroid: Samus Returns es un videojuego de acción-aventura en un entorno 2D, desarrollado por MercurySteam y Nintendo, y publicado por Nintendo para la Nintendo 3DS. Fue lanzado en todo el mundo el 15 de septiembre de 2017.
Samus Returns es una reinvención de Metroid II: Return of Samus, videojuego de Game Boy de 1991. Los jugadores pueden controlar a Samus Aran, que es enviada por la Federación Galáctica para exterminar a los parásitos Metroides del planeta SR388, de donde son originarios.
La historia y la estructura son similares a Metroid II, pero en el videojuego se agregan nuevos controles, efectos visuales y jugabilidad, y presenta nuevas características de los videojuegos de Metroid en 2D, tales como un contraataque cuerpo a cuerpo, la capacidad de disparar libremente en cualquier ángulo, y una selección de capacidades. El desarrollo comenzó en el año 2015, elaborado por el desarrollador Yoshio Sakamoto. El juego recibió críticas positivas por sus gráficos y modo de juego mejorado sobre el videojuego original, muchos lo vieron como una vuelta a la forma original de la serie.

## Jugabilidad
Metroid: Samus Returns es un videojuego de acción-aventura de desplazamiento lateral, que se desarrolla en un plano bidimensional con gráficos en tres dimensiones. Los jugadores toman el control de la protagonista de la serie Samus Aran, una cazarrecompensas enviada por la Federación Galáctica para exterminar a los parásitos Metroides del planeta SR388, de donde son originarios.
En esta ocasión, Samus puede realizar un contraataque en combates cuerpo a cuerpo hacer un daño crítico sobre los enemigos. En Metroid II, su despido de la dirección se limita a determinados ángulos, mientras que ahora es capaz de disparar libremente en cualquier ángulo. Samus también tiene una selección de nuevas habilidades gracias al Aeion, la energía que requiere para su uso. Un ejemplo de un Aeion capacidad es la Exploración del Pulso, que permite a Samus escanear el entorno circundante, pudiendo visualizar caminos y elementos ocultos. El juego también cuenta con Estaciones de Teletransporte, lo que permite a Samus para viajar rápidamente entre las diferentes áreas. Varias habilidades introducidos después de Metroid II se implementan en Samus Returns, tales como el rayo enganche, las bombas de energía y los super misiles.
El videojuego cuenta con la posibilidad de usar Amiibos, compatible con las figuras basadas en la serie Metroid. Cuando se escanean, los jugadores pueden desbloquear tanques de reserva y un Marcador de Metroid que puede ser utilizado para localizar metroides cercanos. Después de que el jugador termina el juego al menos una vez, ciertos contenidos exclusivos pueden ser desbloqueados por un Amiibo; dicho contenido incluye un nuevo modo llamado Modo Fusion, en el que Samus cuenta con el traje de Metroid Fusion y ofrece un mayor nivel de dificultad, además de varias galerías de arte. Un modo difícil es también desbloqueado al completar el juego, pero que no requiere de ningún Amiibo.

## Trama
En el año 20X5, una solitaria cazadora de recompensas llamada Samus Aran es enviada por la Federación Galáctica para infiltrarse en la base de los Piratas del Espacio en el planeta Zebes. Allí, ella archiva los planes de los Piratas espaciales para el uso de organismos parásitos llamados Metroides, y derrota al Pirata Espacial líder, Mother Brain. Viendo la amenaza que suponen los Metroides, la Federación envía un escuadrón especial de soldados de élite al planeta de origen de los Metroides, SR388, para investigar, pero el escuadrón de pronto desaparece. Después de recuperar una pequeña muestra de los datos que confirman la presencia de un Metroid en el planeta, la Federación decide enviar a Samus a SR388 para exterminar a la especie de una vez por todas.
Samus viaja en la superficie de SR388 , explora el planeta a través de sus cavernas. Encuentra Metroides en sus diferentes fases de evolución, desde pequeñas medusas, hasta reptiles de grandes dimensiones. Después de matar a la mayoría de los Metroides del planeta, Samus encuentra y destruye a la Reina Metroid. Poco después, Samus descubre un huevo de un Metroid abriéndose en frente de ella. El Metroid eclosiona e inmediatamente impronta sobre Samus, pensando que ella es su madre. Incapaz de llevar a cabo su misión de exterminio, Samus decide criarlo. Samus y el bebé Metroid deben llegar a la superficie del planeta para volver a su nave, pero son atacados por Ridley mecánico. Después de una larga batalla, Ridley es derrotado, Samus y el Metroid cría dejan el planeta juntos antes que esta se destruyera. En una escena post-créditos, una Hornoad es visto vagando en la superficie del planeta, antes de ser infectado por un parásito X.
Basado en el jugador de la finalización de elemento de clasificación, se puede desbloquear la historia de los Chozo de la raza que habitaba en SR388 en una serie de imágenes. Después de aterrizar en el planeta, los Chozo se encontraron con los parásitos X, que utilizan el planeta criaturas como anfitriones. Con este fin, los Chozo crearon los Metroides el uso de su tecnología de avanzada para combatir la X parásitos. Aunque el Chozo vivieron en paz cuando el X parásitos se habían ido, los Metroides estaban fuera de control y la civilización se vio amenazada. Se debatió entre dos Chozo de los líderes, la imagen final se revela que uno de los líderes aparentemente mató al otro, de pie sobre su cuerpo, mientras que con vistas a su ejército.

## Desarrollo
Metroid: Samus Returns fue desarrollado en colaboración por el estudio español MercurySteam y la compañía Japonesa Nintendo. Yoshio Sakamoto, director ejecutivo de la división Nintendo Entertainment Planning & Development, fue el productor del juego, mientras que Takehiko Hosokawa fue el co-director de la misma compañía, junto con José Luis Márquez de MercurySteam. Trece años habían pasado desde el último juego Metroid en 2D (Metroid: Zero Mission). Sakamoto había deseado crear un nuevo juego de este estilo. Él también era consciente de la creciente demanda de los fanes para un nuevo Metroid 2D. Sakamoto había oído que MercurySteam estaban interesados en tomar el reto de rehacer un Metroid, así que visitó a su estudio para organizar una colaboración. Aunque Sakamoto no trabajó en Metroid II, él creía que era un juego importante dentro de la serie, pues es uno de los episodios clave de la saga, el cual quería rehacer "para que nuevos jugadores pudieran vivir este episodio clave". Enric Álvarez, el jefe de MercurySteam, describió su colaboración con Nintendo como un "increíble" logro como desarrollador. Sakamoto señaló que no había diferencias entre los de los diseñadores españoles de los japoneses.
El desarrollo de Samus Returns comenzó en el año 2015. Sakamoto señaló que el potencial de los juegos 2D en la franquicia Metroid abriría puertas a Nintendo tras el anuncio del juego. Expresó que estaba dispuesto a desarrollar algunas de las tradicionales Metroid en 2D. Como es remake, quería preservar la originalidad y quería evitar cambiar las cosas sin una buena razón. Su enfoque fue el de añadir mejoras en el aspectos del juego original. Estas ideas llevaron a algunas mejoras del control, tales como la adición de apuntar con más precisión. La idea de un contraataque a cuerpo a cuerpo vino de MercurySteam, que había aplicado una técnica de bloqueo similar en su juego, Castlevania: Lords of Shadow – Mirror of Fate. Sakamoto pensó que la inclusión del contraataque ofrece a los jugadores una alternativa al estilo de combate, en contraste con los anteriores juegos donde el jugador tenían que confiar en esquivar los taques de los enemigos y, a continuación, derrotar a ellos desde lejos.
La decisión de la transición de 2D pixel art de la anterior Metroid al gráfico 3D poligonal fue hecho para que el equipo de desarrollo podría incorporar una gran cantidad de varias animaciones y el uso de diferentes ángulos para mejorar las cinemática. La música fue compuesta por Daisuke Matsuoka y dirigida por Kenji Yamamoto, con la última anteriormente co-composición de la música para el 1994 para Super Nintendo Entertainment System juego de Super Metroid.

## Lanzamiento
El proyecto fue revelado el 13 de junio de 2017 durante el directo Nintendo's Treehouse en la Electronic Entertainment Expo 2017. Fue lanzado para la Nintendo 3DS, el 15 de septiembre de 2017. La edición especial del juego incluía una funda reversible y un CD con la banda sonora llamada Samus Archive, con 25 temas de numerosos juegos de Metroid, incluyendo Samus Return. La versión europea Legacy Edition también incluye un CD con la banda sonora, junto a un libro de arte, una llavero y un pin, además del código de descarga para el juego Metroid II en la Consola Virtual, y una caja metálica diseñada con la imagen de un cartucho de Game Boy. Dos figurillas Amiibo fueron lanzadas junto con el juego; una figura es de Samus de rodillas en la posición que se muestra en la cubierta de Metroid II, mientras que la otra es de una cría Metroid que se ha escapado de su cápsula. También fue lanzada en la misma fecha de lanzamiento una edición especial en rojo de la New Nintendo 3DS XL, llevando el color rojo metálico y un dibujo de Samus en posición de combate en la parte superior y en dorado con el logo de la saga. Esta edición se llama Samus Special Edition, y no incluye el juego.

## Recepción

### Crítica
Metroid: Samus Returns recibido "críticas generalmente favorables", de acuerdo a la revisión agregador de Metacritic. Andrew Webster en The Verge ver a Samus Return como un retorno a la serie' original. Peter Brown de GameSpot creía que representaba un vistazo potencial para el futuro de juegos Metroid en 2D . Russ Frushtick de Polygon pensaba que los efectos visuales del juego fueron "notable", mientras que Webster pensaba que el juego en 3D es más fácil y más jugable que Metroid II. Webster también elogió su uso del efecto 3D sin gafas, indicando que se ha añadido una "maravillosa" sensación de profundidad. La banda sonora de Daisuke Matsuoka también recibió elogios, con Chris Carter de Destructoid llamo a las melodías "inquietantemente hermosas".
Chris Scullion en Nintendo Life escribió que la capacidad de la "Exploración en Pulso" era una característica útil, de hecho el juego es "más entretenido" como resultado, aunque fieltro Marrón que se quitó parte de la emoción del descubrimiento. Webster llama el estilo de combate como "rápido y fluido", mientras que Brown escribió que era más agresivo y satisfactorio que se esperaba. por el contrario, Martin Robinson de Eurogamer crítico el efecto del contraataque del sistema, de la escritura, que lo llevó "a un rápido ritmo de la acción que usted está constantemente detuvo en sus pistas para este tipo de nota encuentros". IGN's Samuel Claiborn se quejó acerca de los controles, indicando la Samus complicado arma opciones que tienen los jugadores "de trabajo de la 3DS hombro botones, slider, y la cara de botones en una francamente doloroso".
Durante su primera semana en el Reino Unido, Samus Returns se clasificó octavo en un formato gráfico. Este fue el tercer juego más vendido en Japón en su debut la semana, con 30,855 de copias vendidas. Un adicional de 6,206 copias fueron vendidas a la semana siguiente. también fue el octavo juego más vendido en los Estados Unidos durante el mes de septiembre de 2017.

### Premios
Metroid: Samus Returns ganó el "Mejor Juego para Móviles", otorgado en la Gamescom De 2017 Premios. también ganó el premio Mejor Juego Portátil de la categoría en Los Premios Juego de 2017. En el 2017 Golden Joystick Awards, Nintendo EPD ganó Studio del Año, mientras que el juego recibió una nominación para el Juego de Nintendo del Año. Samus Vuelve ganó Destructoid's premio a la Mejor Portátil del Juego de 2017. también ganó IGN Mejor Juego de 3DS como parte de sus Mejores de 2017 Premios. El 2017 Juego de Críticos de los Premios otorgados a Samus Vuelve para Mejor Mano de Juego. En el Global Game Awards de 2017, sólo el juego del editor, Nintendo, ganó el premio a "Mejor Editor". GameSpot en una lista como uno de los cinco mejores juegos de Nintendo 3DS en el 2017. Game Informer le dio el premio a cada uno por "Mejor Móvil/Portátil Exclusivo" en su "Mejor de 2017 los Premios", y para "lo Mejor de la computadora de Mano" en sus 2017 Juego de Acción del Año de los Premios. En su Elección del Lector Mejor de 2017 Premios, el juego llegó en el segundo lugar por "Mejor Móvil/Portátil Exclusivo". Polígono clasificado como el juego de 30 en su lista de los 50 mejores juegos de 2017. también ganó el Puente Tappan Zee Premio al Mejor Remake en el New York Game Awards 2018, y ganó el premio al "Juego Portátil del Año" en los 21 Anual de los D. I. C. E. Awards. El juego también fue nominado para el "Control de Diseño, 2D o Limitada 3D" y "Original Mezcla de Luz de Puntuación, Franquicia" en la 17 ª Anual de la Academia Nacional de videojuegos en el Comercio de los Revisores de los Premios.